# Rick Rhoades
Rick Rhoades (16 gennaio 1947) è un allenatore di football americano statunitense.
Tra il 1985 e il 1987 ha allenato i Troy Trojans, vincendo il titolo nazionale NCAA Division II nel 1987.
Nel 1988 è stato il 16º allenatore capo della squadra di football americano dei Southern Illinois Salukis a  Carbondale, con un record di 4 vittorie, 7 sconfitte e 0 pareggi che lo pone al 13º posto fra gli allenatori della Southern Illinois University in termini di vittorie totali e al 12° in termini di percentuale di vittorie (36,36%).
In seguito divenne offensive coordinator dell'Università del Kentucky sotto l'allenatore Bill Curry e poi allenatore capo delle squadre della Nicholls State University e della Delta State University, .
Attualmente è allenatore capo dei Salzburg Ducks nell'Austrian Football League.

## Palmarès
- 1 Europeo B (2009)
- 1 Campionato nazionale NCAA Division II (Troy Trojans, 1987)
- 1 EFAF Cup (Graz Giants, 2007)
- 1 Austrian Bowl (Graz Giants, 2008)
- 1 SM-Final (Carlstad Crusaders, 2012)
- 2 Superfinał (Panthers Wrocław, 2016, 2017)
- 1 Silver Bowl (Salzburg Ducks, 2021)